# スリースター (漫画)
『スリースター』は、加治佐修による日本の漫画作品。ウェブコミック配信サイト『サイコミ』（Cygames）にて2018年12月17日より毎週月曜更新で連載中。

## あらすじ
天賦の才を持ちながら怪我により卓球を止めた少年・水野司は、卓球ができなくなった自分と母を捨てた実父・日高進が卓球の名門・彗文館高校で監督をしていることを偶然知り、父への復讐のため高校進学を機に怪我を治し卓球へ復帰することを決意する。しかし、かつての自分のように父がその才能に惚れ込んだと言うドイツ帰りの天才卓球少年・天崎が、司の前に立ちはだかる。

## 主な登場人物

### 主人公
水野 司（みずの つかさ）
都立千星高校1年生。水野は母の姓で、両親の離婚前は「日高司」として全国に名を馳せた天才卓球少年だった。戦型は両ハンドドライブ型。動体視力が非常に良く、ボールの回転はおろか、ラリー中の卓球ボールに印刷されたボールのランクを現す星まで見えるほど。しかし、息子の才能に惚れ込んだ父の勝利への執念は、次第に卓球を強制するものとなり、母への家庭内暴力にまで発展する。母を護るため膝の痛みを我慢して卓球を続けていたが、小6のとき靭帯断裂を引き起こしたことを機に卓球を止め、それが原因で両親は離婚し母に引き取られた。膝の治療の傍らスポーツとは無縁の生活を送っていたが、父が「かつて自分を道具のように使い捨てた」後に「高校の卓球部と言う新しい道具を手に入れた」ことが許せず、そんな父を否定するため再び卓球を始めることを決意する。
癖毛やエラの張った輪郭など、容姿はどちらかと言えば父親似。父への復讐心から暗く頑なになっている部分もあるが、母親思いで優しくしっかり者。料理の腕は母より上で、家の買い置きを把握したうえで安売りの品を買っておくなど、主夫力が高い。

### 都立千星高校（とりつちせこうこう）
白金 ハルキ（しろがね はるき）
都立千星高校1年生。アクションスターを目指しており、司を巻き込んでアクション研究部を設立しようとしていた。父親は映画のスタントマンとして働いており、その影響だと思われる。
司に「世界で活躍するアクションスターはかつて卓球をやっていた」などと騙され卓球部に入部した。卓球は初心者だが才能が凄まじく、物凄い速度で成長していく。戦型は両ハンドドライブ型。
石丸 武（いしまる たけし）
都立千星高校3年生。千星高校卓球部部長。ツンツン頭。普段は頼りないが締めるときはちゃんと締める。
小山田 孝一（おやまだ こういち）
都立千星高校3年生。千星高校卓球部副部長。見た目は地味な普通の男子高校生だが知識が豊富。姉が二人と妹が一人いる。
木場 正太郎（きば しょうたろう）
都立千星高校2年生。目つきが悪く無愛想だが、全体をよく見ており部長たちからは信頼されている。かなりの実力者で千星高校卓球部のエース。
月本 美空（つきもと みそら）
都立千星高校1年生の女子。黒髪のクセが激しいロングヘア。歩いていた司に唐突に声をかけ、裏切り者呼ばわりをする。
実は小学校6年生の頃、司と同じクラスに所属にしていた過去を持つ。ピアノを無理やりやらされており、司と「嫌な習い事やめよう同盟」を結成していた。
司が父への復讐のために卓球を続けていることを聞き、応援すると宣言。サポーターとして卓球部に参加するようになる。
園村 聡子（そのむら さとこ）
都立千星高校1年生の女子。オレンジ髪のショートヘア。月本とよく一緒に行動しており、突っ走ることが多い彼女をフォローすることが多い。
月本とともにサポーターとして卓球部に参加するようになる。

### 福島・彗文館高校
日高 進（ひだか すすむ）
司の実父で、彗文館高校の卓球部監督。かつて瀧沢工業株式会社に所属していた実業団卓球の選手だったが、息子の才能を目の当たりにして選手としての潮時と司を育成するため引退・退社。毎晩のように司に猛特訓を課し、単なる勝利ではなく「無駄のない高いレベル」での勝利を求め、それを止めようとする妻に暴力を振るっていた。司が怪我で選手生命を絶たれてもなお、司が卓球を続けられる方法を模索していたが、それを司に拒否されたことで家出し離婚。直後に彗文館高校のコーチとなり、前年度から監督に就任、インターハイでベスト4の成績を修めた。
天崎（あまさき）
日高が自らスカウトして卓球部に入部させた彗文館高校1年生。ドイツ在住だったため日本での実績はないが、高い実力故にドイツでもまともに打ち合える相手がおらず、そこで「ラリーを続けるため」に相手の力量に合わせて相手がギリギリ返せるところに打つ技術を身につけた天才卓球少年。本人は無邪気に純粋に卓球を楽しみたいだけだが、対戦相手にとっては「天崎に遊ばれたうえ、実力が及ばないことを嫌と言うほど思い知らされる」と言う意味で非常に残酷な選手と言える。

### 三雲学園
土門 才志（どもん さいし）
三雲学園2年生。トサカのような髪型をしている。チャラいがその腕は確かで、東京でトップに君臨する三雲学園卓球部の不動のレギュラー。
その見た目とは反して卓球には真剣に向かい合っており、負けて当たり前と思っている選手を嫌悪している。最初は白金を侮っていたが、実力が離れていても最後まで諦めない彼の姿勢を見て評価を改めた。

## 書誌情報

### 電子書籍
加治佐修『スリースター』Cygames 小学館〈サイコミ×裏サンデー〉、既刊10巻(2022年10月現在)
- 第1巻 2019年8月30日配信[1]
- 第2巻 2019年9月30日配信[2]
- 第3巻 2020年5月29日配信[3]
- 第4巻 2020年9月30日配信[4]
- 第5巻 2021年2月26日配信[5]
- 第6巻 2021年5月28日配信[6]
- 第7巻 2021年9月30日配信[7]
- 第8巻 2022年2月28日配信[8]
- 第9巻 2022年5月30日配信[9]
- 第10巻 2022年9月30日配信[10]
- 第11巻〜第15巻